# Euritmia hamulisetosa
Euritmia hamulisetosa é uma espécie de anelídeo pertencente à família Sphaerodoridae.
A autoridade científica da espécie é Sarda-Borroy, tendo sido descrita no ano de 1987.
Trata-se de uma espécie presente no território português, incluindo a sua zona económica exclusiva.